# Gō Nishida
Gō Nishida (jap. 西田 剛, Nishida Gō; * 14. September 1986 in der Präfektur Kagoshima) ist ein ehemaliger japanischer Fußballspieler.

## Karriere
Gō Nishida erlernte das Fußballspielen in der Schulmannschaft der Kagoshima Josei High School sowie in der Universitätsmannschaft der Hannan-Universität. Seinen ersten Vertrag unterschrieb er 2009 beim Yokohama FC. Der Verein aus Yokohama, einer Stadt in der Präfektur Kanagawa, spielte in der zweithöchsten japanischen Liga, der J2 League. Bis 2009 absolvierte er für Yokohama 92 Zweitligaspiele. 2012 unterschrieb er einen Zweijahresvertrag beim Erstligaabsteiger Avispa Fukuoka. Für den Klub aus Fukuoka spielte er 61-mal in der zweiten Liga. 2014 wurde er vom Ligakonkurrenten Ehime FC aus Matsuyama unter Vertrag genommen. 2021 belegte er mit Ehime den 20. Tabellenplatz und stieg in die dritte Liga ab. Für den Verein absolvierte er 149 Zweitligaspiele. 
Am 1. Februar 2022 beendete Gō Nishida seine Karriere als Fußballspieler.